# Gaine carotidienne
La gaine carotidienne (ou gaine vasculaire du cou) est le tissu conjonctif fibreux qui entoure le compartiment vasculo-nerveux du cou.

## Structure
La gaine carotidienne est constituée par les lames superficielle, prétrachéale et prévertébrale du fascia cervical. Elles forment une structure tubulaire verticale de la base du crâne à la première côte et au sternum (entre C7 et T4). Un septum divise le canal en trois compartiments.
Elle se situe à la limite latérale de l'espace rétropharyngien au niveau de l'oropharynx de chaque côté du cou et en profondeur jusqu'au muscle sterno-cléido-mastoïdien puis elle passe latéralement au pharynx, à la trachée, à la glande thyroïde et à l'œsophage.
Son trajet passe devant les tubercules antérieurs des apophyses transverses des vertèbres cervicales et les muscles qui y sont reliés, en avant et en dehors de la chaîne sympathique et en arrière du muscle sterno-cléido-mastoïdien.
Dans sa partie inférieure, elle se confond avec la gaine axillaire lorsqu'elle atteint la veine sous-clavière.

## Contenu
Sa partie interne est occupée par l'artère carotide commune qui se divise dans la zone supérieure en artère carotide interne et artère carotide externe.
Latéralement à l'artère, passe la veine jugulaire interne.
Dans l'angle postérieur des deux vaisseaux, passe le nerf vague, et dans l'angle antérieur l'anse cervicale.
Le long des vaisseaux se trouvent également les nœuds lymphatiques cervicaux latéraux profonds.
Dans la partie supérieure, la gaine carotide contient également le nerf glossopharyngien (IX), le nerf accessoire (XI) et le nerf hypoglosse (XII), qui traversent la gaine carotide.

## Aspect clinique
La gaine carotidienne peut parfois servir de conduit de propagation des infections.